# Hellas (pjäs)
Hellas är en pjäs av August Strindberg från 1903. Pjäsen utgör den andra delen i Den världshistoriska trilogin, och handlar om Sokrates.